# Na dorogach vojny
Na dorogach vojny (На дорогах войны) è un film del 1958 diretto da Leon Nikolaevič Saakov.